# Ubiquity (logiciel)
Pour les articles homonymes, voir Ubiquity (homonymie).
Ubiquity est le logiciel de type installateur système, fourni d'origine avec Ubuntu et ses dérivées.
Il est exécutable à partir d'un live CD ou d'une clé live USB. Il a été d'abord présenté dans Ubuntu 6.06 LTS (Dapper Drake, sorti en 2006). Avant qu'il ne commence son travail, il offre à l'utilisateur la possibilité de changer la langue d'origine (anglais) par une langue locale. Il est conçu pour être facile à utiliser.

## Fonctionnalités
Ubiquity se compose d'un assistant de configuration permettant à l'utilisateur d'installer facilement Ubuntu.Il affiche durant l'installation un diaporama décrivant les fonctionnalités d'Ubuntu.
Ubiquity permet à l'utilisateur de demander que l'installateur fasse automatiquement la mise à jour des composants logiciels tandis qu'il installe le système d'exploitation. Ainsi, si l'utilisateur le souhaite, l'installateur télécharge les paquets les plus récents depuis le dépôt Ubuntu.
L'installateur permet aussi à l'utilisateur d'installer du logiciel privateur tel que Adobe Flash Player et le codec MP3 de Fluendo qui sont souhaités par des utilisateurs.

## Portages
Ubiquity permet à des distributions GNU/Linux dérivant d'Ubuntu de personnaliser des aspects tels que les éléments de leur marque et leur diaporama.
Des portages d'Ubiquity sont utilisés par :
- Kubuntu ;
- Xubuntu ;
- Lubuntu ;
- Linux Mint ;
- elementary OS ;
- Peppermint Linux OS (en) ;
- Gendbuntu.